# Papa Benedetto V
Benedetto V (Roma, ... – Amburgo, 4 luglio 965) è stato il 132º papa della Chiesa cattolica dal 22 maggio al 23 giugno 964, quando venne deposto.
Il suo pontificato, durato 32 giorni, è l'undicesimo pontificato più breve della storia della Chiesa cattolica.

## Biografia

### Origini e carriera ecclesiastica
Romano di nascita, Benedetto era figlio di un tal Ildebrando. Uomo estremamente dotto (tanto da meritarsi il titolo di "Grammaticus"), apparve per la prima volta tra le pagine della storia quando era già cardinale diacono, in occasione del sinodo del 6 novembre 963, nel quale contribuì alla decisione di deporre papa Giovanni XII, sotto il peso di accuse infamanti:
(Liutprando, p. 904)
Benedetto fu anche tra coloro che, poco dopo, ratificarono l'elezione di papa Leone VIII imposta dall’imperatore Ottone I. Tuttavia, quando Giovanni XII, poco dopo, tornò a Roma e si reinsediò sul Soglio pontificio, deponendo a sua volta Leone VIII e vendicandosi di tutti coloro che avevano eletto il suo rivale, lasciò indisturbato Benedetto né gli chiese conto di alcunché.

### Papato

#### L'elezione e il breve pontificato
Fu eletto il 22 maggio del 964, alla morte di papa Giovanni XII, dal patriziato e dalla plebe di Roma, in opposizione a Leone VIII e in aperta sfida all'imperatore Ottone I, che quel pontefice aveva voluto. I romani, in obbedienza al Privilegium Othonis del 963 (il documento in base al quale veniva stabilito che l'elezione papale dovesse avvenire soltanto con il consenso dell’imperatore o dei suoi legati), mandarono a Rieti, dove allora Ottone si trovava, una delegazione con cui chiedevano all'imperatore di ratificare l'elezione. Benché Benedetto fosse una persona molto pia, moralmente irreprensibile e di grande cultura, Ottone non ratificò la scelta, dal momento che era ancora in vita e, dal suo punto di vista, legittimamente eletto, Leone. La delegazione rientrò a Roma e, in spregio al divieto e alle rimostranze imperiali, Benedetto venne comunque consacrato.

### Deposizione ed esilio

#### Il sinodo del 23 giugno nella testimonianza di Liutprando
Ottone non poteva ovviamente accettare un simile atto di sfida ed insubordinazione; si diresse in armi verso l'Urbe e, dopo circa un mese di assedio, entrò in Roma che era dovuta capitolare per fame. Immediatamente reinsediato Leone, si fece consegnare Benedetto (23 giugno 964).
Il vescovo di Cremona Liutprando, partigiano di Ottone, riferisce lo svolgimento del sinodo convocato lo stesso giorno in cui cadde la città:
(Liutprando, pp. 909-910)
Nel resoconto, per quanto infarcito di elogi nei confronti di un magnanimo Ottone, il fatto descritto e il senso della narrazione sono chiari: in cambio della sottomissione e del riconoscimento del proprio peccato, Benedetto fu perdonato e reintegrato nell'ordine del diaconato. Un'annotazione bisogna però sottolineare: l'ira di Leone VIII, che spezza il pastorale usato da Benedetto, fornisce la prima citazione storica dell'esistenza di quell'oggetto: un particolare "scettro" papale.

### L'esilio ad Amburgo e la fama di santità

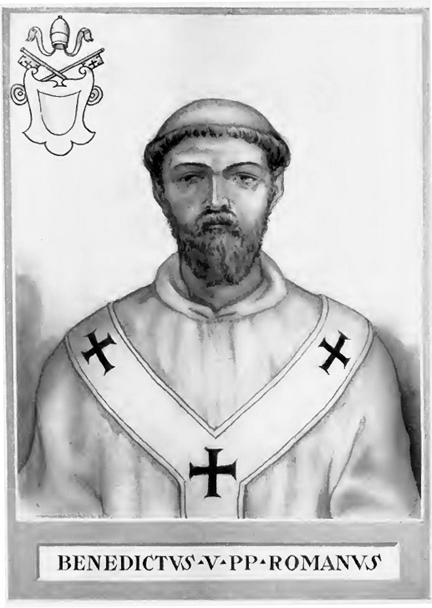
Artaud de Montor (1772–1849), Benedictus V in The Lives and Times of the Popes, The Catholic Publication Society of America, New York 1911^{2 }(Prima Edizione 1842).

Ottone, dopo il sinodo, ritornò in Germania e si portò dietro l'ormai diacono Benedetto. Giunto a destinazione, lo esiliò ad Amburgo, dove l'arcivescovo locale, Adaldago, lo trattò con grande rispetto, permettendogli anche di predicare, tanto che grazie a lui si ebbero numerose conversioni al cattolicesimo e ritorni alla pratica religiosa, che fecero nascere intorno al nome e alle azioni di Benedetto un alone di santità.

### La morte e la sorte delle spoglie mortali
Morì ad Amburgo il 4 luglio del 965 o 966, venerato da tutti per la santità della sua vita, e fu tumulato nella cattedrale della città. Poiché negli anni seguenti Amburgo fu aggredita e distrutta dagli slavi, si diffuse la voce che lo stesso Benedetto avesse previsto queste sciagure e predetto che esse sarebbero cessate quando il suo corpo fosse stato sepolto accanto alla tomba di San Pietro. I resti dell'ex-papa furono poi effettivamente trasferiti a Roma, per ordine dell'Imperatore Ottone III, nel 999.

## Culto
Sebbene talvolta a Benedetto V sia attribuito il titolo di santo e sia indicato il 4 luglio, giorno della morte, come quello della sua festa, in realtà il suo nome non figura in nessuna edizione del martirologio.

## Dibattito storiografico
Per ciò che riguarda i dubbi ed il dibattito storiografico sulla legittimità dell’elezione e dunque sul pontificato di Benedetto V (consacrato mentre era ancora in vita Leone VIII) si rimanda a quanto riportato nella voce biografica su Leone VIII per maggiori aggiornamenti rispetto alle tesi di alcuni studiosi citati in bibliografia.